# Ferrovia Qinghai-Tibete

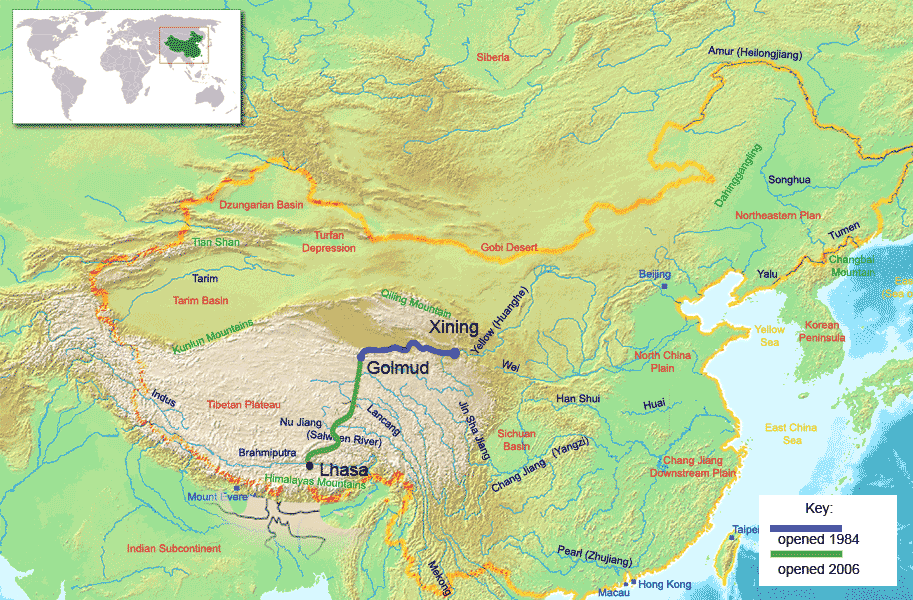
Mapa da ferrovia

A Ferrovia Qinghai-Tibete é uma ferrovia chinesa que liga a província de Qinghai ao Tibete, na qual o governo chinês investiu mais de US$ 143 milhões.